# Генеральный устав по организации и администрации в Подкарпатской Руси
Генеральный устав по организации и администрации в Подкарпатской Руси — временные положения о статусе Закарпатской Украины в составе Чехословакии. Документ подготовлен в октябре 1919 года министром внутренних дел республики А. Швеглой и администратором Яном Брейхом. Документ составлен согласно условиям Парижской мирной конференции (1919—1920) и Сен-Жерменского мирного договора (1919).
Генеральный устав имел четыре части. В первой части гарантировалось выполнение основных положений Сен-Жерменского мирного договора по Подкарпатской Руси. Во второй устанавливалась демаркационная линия между словаками и русинами. В первом параграфе третьей части («Название и язык») было зафиксировано: «Вплоть до юридического определения [названия Закарпатья] избранным соймом будет использоваться название Подкарпатская Русь, параллельно этому может также употребляться название Русиния». Что касается языка населения Подкарпатской Руси, то во 2-м параграфе этой же части отмечалось, что народный язык будет языком обучения в школах и «официальным языком вообще», что «скорее будут организованы необходимые русинские школы». Согласно 4-й части, Пражское правительство вправе назначать: «временного администратора», в распоряжение которого предоставлялась необходимое количество чиновников; а также «временную русинский автономную директорию», которая должна быть совещательным органом «по законодательству и управлению во всех языковых, школьных и религиозных вопросах, а также в вопросах местного самоуправления» — выбора и замещения чиновников и служащих административных структур. Разногласия между администратором и Директорией Подкарпатской Руси должны были решаться президентом республики или его доверенным лицом. 
Положение Генерального устава действовали до принятия конституции автономной Подкарпатской Руси. Уставом предусматривалось, что «Русиния будет иметь свои особые публичные финансы». Генеральный устав в редакции 1919 года действовал до 26 декабря 1920 года, когда правительство ЧСР принял распоряжение о его изменении.